# Šember
Šember je zaniklý hrad asi jeden kilometr jihovýchodně od obce Doubravčice v okrese Kolín. Stál v nadmořské výšce kolem 320 metrů v nejsevernější části ostrožny obtékané říčkou Šemberou, na jejíž ploše se nacházelo pravěké a raně středověké hradiště zvané Staré zámky. Hradiště a s ním i terénní relikty hradu jsou od roku 1965 chráněny jako kulturní památka.
Pravděpodobně bezvěžový hrad sloužil jako správní centrum panství. Je možné, že typově patřil mezi hrady s plášťovou zdí, ale tuto domněnku je nutno ověřit archeologickým výzkumem.

## Historie

### Hradiště
Výzkumem lokality se zabýval v šedesátých a sedmdesátých letech Jaroslav Kudrnáč. Ostrožna s pozůstatky hradiště byla osídlena od starší doby bronzové. Prozkoumané sídlištní objekty byly datovány do období knovízské a štítarské kultury, přičemž je možné, že některé dochované fragmenty opevnění pochází už z knovízského osídlení. Samotné hradiště prokazatelně existovalo v době halštatské, ale lidé zde žili i v časné době laténské. V šestém a sedmém století ostrožnu osídlili Slované, kteří na konci sedmého století postavili novou hradbu, ale hlavní fáze raně středověkého osídlení spadá až do osmého století.
Slovanská fáze doubravčického hradiště vznikla ve stejné době jako blízký Klučov. Patří ke starší fázi klučovského horizontu a mezi nejlépe poznaná hradiště starší doby hradištní. Předpokládá se, že plnilo především obrannou funkci a snad mohlo souviset i s vyhledáváním nerostných surovin.

### Hrad
Písemných pramenů o hradu se dochovalo velmi málo. V roce 1357 koupil mindenský biskup Dětřich z Portic pro klášter v Klášterní Skalici místo vhodné pro stavbu hradu. Skutečného stavitele neznáme. Hrad však klášteru patřil až do jeho zániku v roce 1421. Roku 1452 se hrad uvádí jako pustý.

## Stavební podoba

### Hradiště
Jedinou snadno přístupnou jižní stranu ostrožny chránilo opevnění dochované v podobě valů a příkopů. Vnější opevnění tvořil dvanáct metrů široký a až 2,8 metru hluboký příkop, za kterým se nachází val 147 metrů dlouhý, až osmnáct metrů široký a 3–4 metru vysoký. Val je zbytkem hradby, jejíž nejstarší fáze pochází pravděpodobně z pozdní doby halštatské. Druhá fáze může pocházet ještě z doby halštatské, ale také mohla vzniknout až ve starší době hradištní. Třetí stavební fáze je z raného středověku, kdy hradba s čelní stranou zpevněnou kameny dosáhla šířky devíti metrů. U východního okraje valu se dochovalo torzo brány.
Druhé obranné pásmo pochází nejspíše z doby halštatské a dochovalo se jako terénní vlna dlouhá 235 metrů. Třetí pásmo se skládá ze dvou valů. Vnější val, považovaný za halštatský, je nižší a nachází se před ním mělčí příkop. Druhý příkop a val jsou z raného středověku a vymezují plochu vnitřního hradiště s rozlohou 1,3 hektaru. Příkp je dvanáct metrů široký a až tři metry hluboký. Za příkopem je hlinitý val s dřevěnou konstrukcí zpevněným jádrem. U paty dosahuje šířky patnáct metrů a na výšku měří tři metry. Korunu valu lemovala dřevěná nástavba, která zanikla při požáru.

### Hrad
Stavitel hradu využil plochu staršího hradiště a jeho valové opevnění jako předhradí. Oválné hradní jádro bylo od zbytku hradiště odděleno šíjovým příkopem. Na čelní straně jádra se dochoval valovitý útvar se zbytky silné hradby vyzděné bez použití malty. Zástavbu dokládají pouze terénní relikty u jihozápadní a severovýchodní strany. Ve vyvýšené severní části pravděpodobně stála nějaká roubená nebo hrázděná budova.

## Přístup
Okolo ostrožny s hradištěm prochází tři turistické trasy. Přímo přes zbytky hradu vede žlutě značená trasa z Doubravčic do Kostelce nad Černými lesy.